# Chidimma Adetshina
Chidimma Vanessa Onwe Adetshina es una reina de belleza nigeriana. Fue coronada Miss Universo Nigeria 2024, luego de retirarse de Miss Sudáfrica debido a su doble ciudadanía. Representó a Nigeria en el concurso Miss Universo 2024 y terminó como primera finalista. También fue coronada Miss Universo África y Oceanía como la candidata africana de mejor posición en 2024, esto marca la posición más alta del país en la historia de Miss Universo.

## Primeros años
Chidimma Vanessa Onwe Adetshina nació en Soweto de padre nigeriano y madre mozambiqueña. Su padre es de ascendencia igbo, mientras que su madre es mozambiqueña y está acusada de presuntamente cometer fraude de identidad en Sudáfrica. Adetshina creció en Ciudad del Cabo. A partir de 2024, es estudiante de derecho.
En octubre de 2024, el Departamento del Interior de Sudáfrica revocó sus documentos de identidad sudafricanos tras una investigación sobre los orígenes de su madre.

## Carrera en concursos de belleza

### Miss Sudáfrica 2024
Adetshina ingresó a Miss Sudáfrica 2024, pero luego de una investigación del Departamento del Interior sobre la ciudadanía de su madre, se retiró del certamen, alegando preocupaciones por su seguridad y bienestar. Posteriormente, la investigación supuestamente descubrió pruebas preliminares de fraude y robo de identidad relacionados con la adquisición de la ciudadanía sudafricana por parte de su madre en 2001. Se afirmó que no pudo participar en el concurso debido al caso pendiente.

#### Controversia
La participación de Adetshina en el concurso Miss Sudáfrica enfrentó escrutinio debido a preguntas sobre su ciudadanía y elegibilidad. Surgieron preocupaciones con respecto a su doble ciudadanía de Sudáfrica y Nigeria, lo que llevó al Departamento del Interior de Sudáfrica a investigar sus antecedentes. La investigación supuestamente reveló evidencia preliminar que sugiere posibles problemas con la adquisición de la ciudadanía sudafricana por parte de su madre. Se dijo que el Departamento del Interior planeaba tomar más medidas, que podrían haber incluido posibles cargos criminales basados en los hallazgos de la investigación. Adetshina obtuvo el apoyo del público, que la vio como una representación de la diversa población de Sudáfrica. Un partido político sudafricano de extrema izquierda, los Luchadores por la Libertad Económica, la defendió públicamente, pidiendo el fin de la xenofobia en Sudáfrica y abogando por la inclusión. Mientras que otros partidos, como el Congreso Nacional Africano y la Alianza Patriótica, abogaron por una investigación sobre su nacionalidad. El ministro del Interior, Leon Schreiber, confirmó que el departamento investigaría la nacionalidad de Adetshina solo después de que su familia lo solicitara. Surgió una controversia adicional cuando circuló en línea un video que mostraba a Adetshina celebrando su progreso en el certamen con sus familiares nigerianos.
El concurso Miss Sudáfrica sostuvo que Adetshina cumplía con todos los requisitos para participar en el concurso.

##### Secuelas
Debido a la victimización de Adetshina por parte de algunos sudafricanos, los organizadores del Festival Internacional de Puebla retiraron sus invitaciones a los panelistas e invitados sudafricanos. Los gerentes citaron en su carta sobre Twitter que la eliminación se debió a que Sudáfrica socavaba el principio mismo de justicia e igualdad, así como la dignidad humana que la literatura busca mantener. El país ya no figura como país destacado en el festival, que se lleva a cabo en México.

### Miss Universo Nigeria 2024
El 31 de agosto de 2024, Adetshina representó al estado de Taraba y ganó Miss Universo Nigeria 2024, en Eko Hotels and Suites, Lagos (Nigeria). Compitiendo contra otras 24 candidatas, el evento fue transmitido por GOtv y YouTube. Adetshina representó a Nigeria en Miss Universo en México, en noviembre de 2024 y terminó como primera finalista. También fue coronada Miss Universo África y Oceanía como la candidata africana de mejor posición en 2024, esto marca la posición más alta del país en la historia de Miss Universo.